# TV Berlin
TV Berlin (eigene Schreibweise: tv.berlin) ist ein privater Ballungsraumsender unter dem Motto „Fernsehen von Berlinern für Berliner“ mit Sitz in Bezirk Tempelhof-Schöneberg. Er wird in den Kabelnetzen im Großraum Berlin und Brandenburg sowie auf MagentaTV, HbbTV und über Livestream verbreitet. Seit 2013 ist der Sender im Besitz türkischer Unternehmer. Im Zuge der Aserbaidschan-Affäre geriet das Programm des Senders in die Kritik.

## Geschichte

Logo vom 1. September 1997 bis 17. Mai 2009

Ein Vorgängersender wurde 1993 unter dem Namen IA Berlin gegründet. 1996 wurde er im Zuge einer Programmreform in Puls TV umbenannt. 1997 ging er erneut in Konkurs. Nach einer mehrmonatigen Übergangsphase, in der sich die bisherigen Betreiber (u. a. Time Warner und George Soros) nicht auf ein gemeinsames Konzept einigen konnten, vergab die Landesmedienanstalt Berlin-Brandenburg die Lizenz schließlich an Thomas Kirch, einen Sohn des Medienunternehmers Leo Kirch. Dieser gründete den Sender TV Berlin. Von 1999 bis 2002 stand der Sender unter der Leitung von Georg Gafron.
Von April 2001 bis Juli 2002 wurde das damals durchaus populäre Mantelprogramm von Sun-TV auf TV Berlin ausgestrahlt. Bei Sun-TV handelte es sich um einen Fernsehkanal der Kirch-Gruppe, der sein Programm ausschließlich über diverse Ballungsraumsender Deutschlands verbreitete, wodurch erfolgreiche Formate wie Blondes Gift mit Barbara Schöneberger und die WIB-Schaukel mit Wigald Boning auch in Berlin empfangbar waren. Im Zuge der Insolvenz der Kirch-Gruppe stellte Sun-TV seine Programme ein.
Die Betreiberfirma TV Berlin Neu Produktionsgesellschaft ist eine hundertprozentige Tochter der Medienfirma Kanal 1 von Hanno Soravia, einem österreichischen Bauunternehmer. Er war auch an den Lokalsendern TV München (eingestellt) und U1 TV (Zürich) beteiligt.
Am 13. Juni 2005 meldete TV Berlin erneut Insolvenz an. Ausgelöst wurde dies durch das Ende des Schwestersenders TV München, der wegen eigener Insolvenz Forderungen von TV Berlin nicht mehr nachkommen konnte. Im August 2005 beschäftigte TV Berlin 54 Mitarbeiter und erwirtschaftete einen Jahresumsatz in Höhe von rund sechs Millionen Euro.

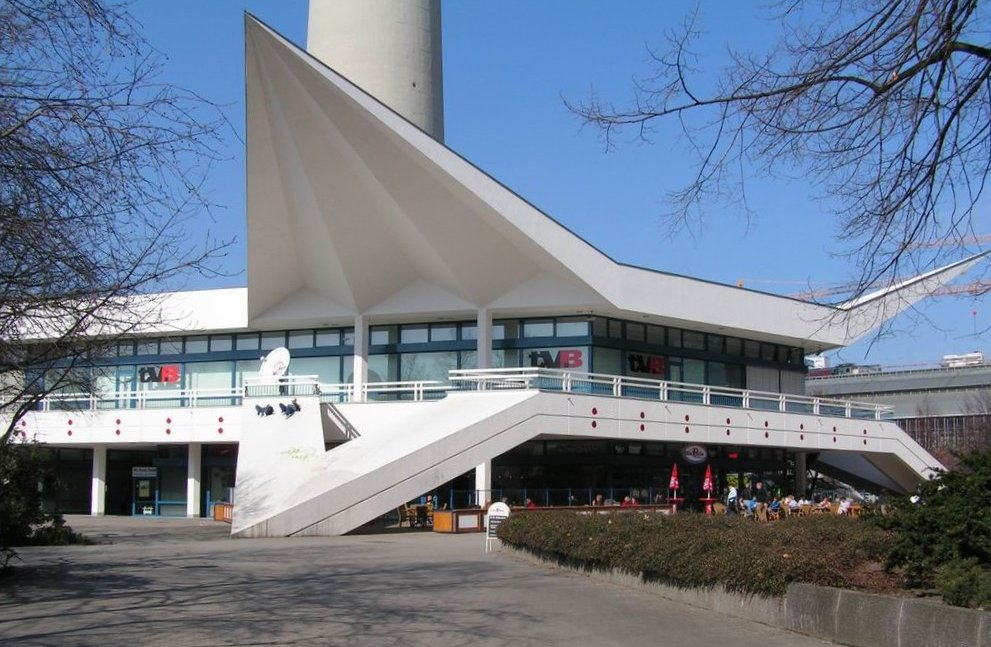
Bis 17. Mai 2009 befand sich das Sendezentrum von TV Berlin unterhalb des Berliner Fernsehturms.

Am 8. Juli 2005 hat der Medienrat (MABB) beschlossen, der Germany 1 Media AG (51 %) gemeinsam mit Verlag Axel Springer AG (27,4 %), TRIANGLE Medien Beteiligungs GmbH & Co. KG (14,6 %) und Media Management AG (7 %) die Sendeerlaubnis zur Fortführung von TV.Berlin als lokales Ballungsraumfernsehen zu erteilen. Die neue Gesellschaft übernahm den insolventen Sender TV.Berlin mitsamt dessen Tochterfirma TV Rhein/Ruhr, die einen digitalen Lokalsender im Kölner Kabelfernsehen betreibt. Germany 1 Media AG und der Verlag Axel Springer AG waren zu der Zeit auch an Hamburg 1 beteiligt. Gesellschafter von Germany 1 Media AG waren Bernhard Bertram (45 Prozent), Ingo Borsum (25 %), Michael Schmidt-Gegner (20 %) und Kim Schwaner (10 %). Im Verbund mit Hamburg 1 sollte TV Berlin saniert werden, TV Rhein/Ruhr wurde eingestellt.
Die Geschäftsführung des Senders teilten sich Mathias Adler (ab Juli 2007) für den Bereich Technik und Programm und Hans Kuchenreuther (ab November 2007), der für Vertrieb und Marketing zuständig war.
Das Kernprogramm von TV Berlin bestand in der Primetime aus einer aktuellen Stunde mit Nachrichten, Wirtschaft, Sport, Kultur und Wetter. Daneben profiliert sich der Sender mit Talkformaten und Magazinen. Alle zwei Wochen gab es jeweils vor dem Heimspiel ein Hertha-BSC-Fanmagazin namens Spielzug. Ab Februar 2008 gab es werktäglich von 5:30 bis 8:30 Uhr das Morgenmagazin Frühcafé, das inzwischen jedoch eingestellt wurde.
Ab dem 18. Mai 2009 hatte der Sender seinen Sitz in der Axel-Springer-Passage. Durch die räumliche Nähe mit dem Axel-Springer-Verlag sollte auch die inhaltliche Zusammenarbeit mit den Produkten des Verlages, wie z. B. der Berliner Morgenpost, intensiviert werden. Mit der Einstellung des Regionalprogrammes Fernsehen aus Berlin am 1. April 2009 übernahm TV Berlin einige Sendungen, wie z. B. Ars Vivendi mit Moderator Manuel Werner.
Am 19. Oktober 2012 stellte der Sender zum dritten Mal einen Insolvenzantrag. Begründet wurde dieser Schritt mit mangelnden Werbeeinnahmen sowie mit dem nicht realisierten Verbund regionaler Fernsehsender, ein Projekt des früheren RTL-Geschäftsführers Helmut Thoma mit dem Titel Volks TV.

## Unternehmen
Seit dem 1. Februar 2013 betreibt die Godd Media Broadcast GmbH den Sender TV Berlin; die Firma gehörte zunächst je zur Hälfte Seyhan Yigit und Medet Boztuk. Inzwischen halten Seyhan Yigit 85 Prozent und Denis Pronin die verbleibenden 15 Prozent der Anteile an dem Sender.
Ab 2018 hatte die Redaktion des Senders ihre Geschäftsadresse in der Alboinstr. 36–42, seit 2021 in der Karl-Heinrich-Ulrichs-Straße 11, beide in Tempelhof-Schöneberg.

## Formate
Nachrichten
- tv.berlin Aktuell, Aktuelle Nachrichten aus der Hauptstadt
- tv.berlin Die Woche, Nachrichten aus der Hauptstadt im Wochenrückblick

Magazine und Reportageformate
- Ars Vivendi, Gastromagazin mit Manuel Werner
- Berlin Tanzt!
- Bleib Gesund!
- Clip Check
- Das Denkt Berlin
- Dossier 24, Reportagen aus Berlin
- Eiszeit, Das Eisbären Berlin Magazin
- Europazeit
- Fun & Drive, Das Automobilmagazin
- Harry hilft!, Das Ratgebermagazin
- Jagdfieber, Das Füchse Berlin Magazin
- Kiez konkret, Reportagen aus den Berliner Kiezen
- Kino News TV
- Lifestyle
- Open Air Intim
- Nahaufnahme
- Reisen und Genießen mit Manuel Werner
- Sehenswert
- Silversurfer
- Straightforward
- Thema des Tages
- Telekom Street Gigs
- tv.berlin Doku
- Yagaloo, Musikmagazin mit Howie
- 30 Minuten Berlin
- Fancy
- Overview TV
- Nachgefragt
- Mein Berlin
- My Berlin

Talks
- Andruck, Der Pressetalk
- Aus dem Bundestag, Politik-Talk
- Brinkmann & Asmuth, Talk mit Peter Brinkmann und Gereon Asmuth
- BerlinBoxx Wirtschaftspolitischer Talk
- Expertentalk
- Meine Meinung, Politiktalk mit Andreas Dorfmann
- Neises nach neun
- Standort Berlin, Der Wirtschaftstalk

Daneben veröffentlicht tv.berlin auch Sendungen des Schweizer Esoterik-Senders QS24, beispielsweise Anfang 2022 mit dem Pseudowissenschaftler Dieter Broers.
Sondersendungen
- tv.berlin Spezial, Sondersendungen zu aktuellen Themen und Events rund um die Hauptstadt
- tv.berlin Sport Spezial

## Ehemalige Sendungen
- Udo Walz, Promi-Talk mit Udo Walz
- Auf den Punkt, Berlin mit Heinrich Lummer
- Rahbari, Comedy + Call-in Talk-Show mit Christian Rahbari
- Auf Draht, Call-in Show + Talk mit Frank Weiss
- Streit-Bar mit Roland Tichy und Diether Dehm (bis 2024)
- Tichys Ausblick mit Roland Tichy (2021 bis 2022)

## Rezeption

### Nähe zu Aserbaidschan
Im Mai 2015 bezeichnete Stefan Niggemeier den TV Berlin als einen „aserbaidschanischen Regierungssender“. Im März 2021 erschien bei Vice ein Artikel, der die auffällige Nähe von TV Berlin zum autoritären Regime Aserbaidschans beschreibt. Direkt verwiesen wird auf ein Interview von Peter Brinkmann mit Karin Strenz, das angesichts der fehlenden kritischen Nachfragen als Beispiel genannt wird, „wie man politische Interviews auf keinen Fall führt“. Laut dem Bericht von Vice entging TV Berlin 2013 knapp einer Insolvenz, indem türkische Unternehmer den Sender übernahmen. Die Türkei ist bekannt als aktiver Unterstützer für Aserbaidschan im Bergkarabachkonflikt und im Krieg um Bergkarabach 2020. So waren sich im Interview auch Brinkmann und Strenz „einig über die Frage, wer in Bergkarabach Schuld trägt (Armenien) – und wer nicht (Aserbaidschan)“.
Anfang 2021 wurden die Beziehungen einiger Unions-Bundestagsabgeordneter zu Aserbaidschan bekannt (darunter Karin Strenz, Eduard Lintner und Nikolas Löbel).
VICE recherchierte, wie aserbaidschanische Lobbyisten über Jahre Einfluss auf die Unions-Bundestagsfraktion nahmen. TV.Berlin sendete regimefreundliche Interviews.

### Nähe zu Rechtsextremismus
Nach einem Interview auf TV Berlin mit Hans-Georg Maaßen im Jahr 2021 beschrieb das Onlinemagazin DWDL den Sender als „auf Abwegen“. Im Zuge von Recherchen über ein Treffen von Rechtsextremisten in Potsdam 2023 bezeichnete der Volksverpetzer eine Nähe von TV Berlin zu Rechtsextremismus.
Am 16. Februar 2024 interviewte Berlins ehemaliger Innensenator Frank Henkel (CDU) den unter Rechtsextremismusverdacht stehenden Politiker und ex-Verfassungsschutzchef Hans-Georg Maaßen (Werteunion). Auch war Stefan Magnet, der Chef des Österreichischen rechtsextremen Mediums AUF1, zu Gast.